# Porto Rico ai Giochi della XVIII Olimpiade
Porto Rico partecipò ai Giochi della XVIII Olimpiade, svoltisi a Tokyo dal 10 al 24 ottobre 1964, con una delegazione di 32 atleti impegnati 8 discipline per un totale di 29 competizioni. Portabandiera alla cerimonia di apertura fu l'astista Rolando Cruz, alla sua terza Olimpiade.
Fu la quinta partecipazione di questo paese ai Giochi estivi. Non furono conquistate medaglie.

## Risultati

### Pallacanestro
| Atleta | Classifica |
| --- | ---------- |
| V · D · M Nazionale portoricana - Pallacanestro ai Giochi della XVIII Olimpiade 4 McCadney · 5 Droz · 6 Adorno · 7 Cruz · 8 Vicéns · 9 Zamot · 10 Anza · 11 Frontera · 12 Báez · 13 García · 14 Cancel · 15 Gutiérrez · All. Lou Rossini | 4°         |
| Nazionale portoricana - Pallacanestro ai Giochi della XVIII Olimpiade |            |
| 4 McCadney · 5 Droz · 6 Adorno · 7 Cruz · 8 Vicéns · 9 Zamot · 10 Anza · 11 Frontera · 12 Báez · 13 García · 14 Cancel · 15 Gutiérrez · All. Lou Rossini                                                                                 |            |